# Associazione Calcio Napoli 1950-1951
Questa voce raccoglie le informazioni riguardanti l'Associazione Calcio Napoli nelle competizioni ufficiali della stagione 1950-1951.

## Divise
| Prima divisa | Variante prima divisa | Seconda divisa | Divisa portiere |

## Organigramma societario
- Presidente: Egidio Musollino
- Allenatore: Eraldo Monzeglio

## Rosa
| N. |                   | Ruolo | Calciatore         |
| -- | ----------------- | ----- | ------------------ |
|    | Italia (bandiera) | P     | Giuseppe Casari    |
|    | Italia (bandiera) | P     | Sergio Morselli    |
|    | Italia (bandiera) | D     | Alberto Delfrati   |
|    | Italia (bandiera) | D     | Bruno Gramaglia    |
|    | Italia (bandiera) | D     | Giorgio Granata    |
|    | Italia (bandiera) | D     | Eto Soldani        |
|    | Italia (bandiera) | D     | Renato Tiriticco   |
|    | Italia (bandiera) | D     | Luigi Vultaggio    |
|    | Italia (bandiera) | C     | Mario Astorri      |
|    | Italia (bandiera) | C     | Vittorio Dagianti  |
|    | Italia (bandiera) | C     | Egidio Di Costanzo |

| N. |                       | Ruolo | Calciatore         |
| -- | --------------------- | ----- | ------------------ |
|    | Italia (bandiera)     | C     | Silvio Formentin   |
|    | Italia (bandiera)     | C     | Giuseppe Gaggiotti |
|    | Italia (bandiera)     | C     | Leandro Remondini  |
|    | Italia (bandiera)     | C     | Federico Zanolla   |
|    | Italia (bandiera)     | A     | Amedeo Amadei      |
|    | Italia (bandiera)     | A     | Antonio Bacchetti  |
|    | Albania (bandiera)    | A     | Naim Krieziu       |
|    | Italia (bandiera)     | A     | Farnese Masoni     |
|    | Jugoslavia (bandiera) | A     | Ivo Šuprina        |
|    | Italia (bandiera)     | A     | Paolo Todeschini   |

## Risultati

### Serie A

#### Girone di andata
| Arbitro: | Bertolio (Torino) |

|                                                |           |                     |
| Bacchetti 10’ Krieziu 12’ Remondini 40’ (rig.) | Marcatori | 47’ Penzo 76’ Janda |

| Arbitro: | Pieri (Trieste) |

|                          |           |                           |
| Sørensen 30’, 54’ (rig.) | Marcatori | 29’ Krieziu 78’ Remondini |

| Arbitro: | Silvano (Torino) |

|                           |           |  |
| Cervellati 40’ Garcia 85’ | Marcatori |  |

| Arbitro: | Agnolin (Bassano del Grappa) |

|                                            |           |                                                               |
| Formentin 63’ Amadei 87’ (rig.) Masoni 89’ | Marcatori | 12’ Liedholm 13’ Burini 29’, 68’ Nordahl 33’ (aut.) Vultaggio |

| 8 ottobre 1950 5ª giornata | Inter | 4 – 3 referto | Napoli |  |

| 15 ottobre 1950 6ª giornata | Napoli | 1 – 1 referto | Genoa |  |

| 22 ottobre 1950 7ª giornata | Lucchese | 1 – 0 referto | Napoli |  |

| 29 ottobre 1950 8ª giornata | Napoli | 7 – 0 referto | Como |  |

| 5 novembre 1950 9ª giornata | Juventus | 3 – 2 referto | Napoli |  |

| 12 novembre 1950 10ª giornata | Napoli | 3 – 0 referto | Novara |  |

| 19 novembre 1950 11ª giornata | Roma | 0 – 0 referto | Napoli |  |

| 26 novembre 1950 12ª giornata | Napoli | 4 – 0 referto | Sampdoria |  |

| 3 dicembre 1950 13ª giornata | Napoli | 1 – 1 referto | Pro Patria |  |

| 10 dicembre 1950 14ª giornata | Lazio | 3 – 1 referto | Napoli |  |

| 17 dicembre 1950 15ª giornata | Torino | 0 – 0 referto | Napoli |  |

| 24 dicembre 1950 16ª giornata | Napoli | 2 – 1 referto | Triestina |  |

| 31 dicembre 1950 17ª giornata | Palermo | 0 – 1 referto | Napoli |  |

| 7 gennaio 1951 18ª giornata | Udinese | 0 – 1 referto | Napoli |  |

| 14 gennaio 1951 19ª giornata | Napoli | 1 – 0 referto | Padova |  |

#### Girone di ritorno
| 21 gennaio 1951 20ª giornata | Fiorentina | 2 – 0 referto | Napoli |  |

| 28 gennaio 1951 21ª giornata | Napoli | 0 – 0 referto | Atalanta |  |

| 4 febbraio 1951 22ª giornata | Napoli | 4 – 1 referto | Bologna |  |

| 11 febbraio 1951 23ª giornata | Milan | 2 – 1 referto | Napoli |  |

| 18 febbraio 1951 24ª giornata | Napoli | 0 – 4 referto | Inter |  |

| 25 febbraio 1951 25ª giornata | Genoa | 1 – 2 referto | Napoli |  |

| 4 marzo 1951 26ª giornata | Napoli | 1 – 0 referto | Lucchese |  |

| 11 marzo 1951 27ª giornata | Como | 1 – 2 referto | Napoli |  |

| 18 marzo 1951 28ª giornata | Napoli | 1 – 1 referto | Juventus |  |

| 25 marzo 1951 29ª giornata | Novara | 6 – 0 referto | Napoli |  |

| 1º aprile 1951 30ª giornata | Napoli | 0 – 0 referto | Roma |  |

| 8 aprile 1951 31ª giornata | Sampdoria | 3 – 1 referto | Napoli |  |

| 22 aprile 1951 32ª giornata | Pro Patria | 1 – 3 referto | Napoli |  |

| 29 aprile 1951 33ª giornata | Napoli | 0 – 0 referto | Lazio |  |

| 13 maggio 1951 34ª giornata | Napoli | 1 – 1 referto | Torino |  |

| 20 maggio 1951 35ª giornata | Triestina | 1 – 1 referto | Napoli |  |

| 27 maggio 1951 36ª giornata | Napoli | 3 – 0 referto | Palermo |  |

| 10 giugno 1951 37ª giornata | Napoli | 2 – 1 referto | Udinese |  |

| 17 giugno 1951 38ª giornata | Padova | 2 – 0 referto | Napoli |  |

## Statistiche

### Statistiche di squadra
| Competizione | Punti | In casa | In casa | In casa | In casa | In casa | In casa | In trasferta | In trasferta | In trasferta | In trasferta | In trasferta | In trasferta | Totale | Totale | Totale | Totale | Totale | Totale | DR |
| Competizione | Punti | G       | V       | N       | P       | Gf      | Gs      | G            | V            | N            | P            | Gf           | Gs           | G      | V      | N      | P      | Gf     | Gs     | DR |
| ------------ | ----- | ------- | ------- | ------- | ------- | ------- | ------- | ------------ | ------------ | ------------ | ------------ | ------------ | ------------ | ------ | ------ | ------ | ------ | ------ | ------ | -- |
| Serie A      | 41    | 19      | 10      | 7       | 2       | 37      | 18      | 19           | 5            | 4            | 10           | 20           | 34           | 38     | 15     | 11     | 12     | 57     | 52     | +5 |

### Statistiche dei giocatori
| Giocatore      | Serie A  | Serie A |
| Giocatore      | Presenze | Reti    |
| -------------- | -------- | ------- |
| A. Amadei      | 37       | 11      |
| M. Astorri     | 30       | 8       |
| A. Bacchetti   | 26       | 10      |
| G. Casari      | 37       | -46     |
| A. Delfrati    | 34       | 0       |
| V. Dagianti    | 6        | 0       |
| E. Di Costanzo | 7        | 0       |
| S. Formentin   | 33       | 7       |
| G. Gaggiotti   | 2        | 0       |
| B. Gramaglia   | 38       | 0       |
| G. Granata     | 20       | 0       |
| N. Krieziu     | 37       | 11      |
| F. Masoni      | 7        | 2       |
| S. Morselli    | 1        | -6      |
| L. Remondini   | 28       | 5       |
| E. Soldani     | 26       | 1       |
| I. Suprina     | 3        | 0       |
| R. Tiriticco   | 5        | 0       |
| P. Todeschini  | 35       | 2       |
| L. Vultaggio   | 6        | 0       |